# Oncocnemis persica
Oncocnemis persica là một loài bướm đêm trong họ Noctuidae.